# Cerianthus stimpsonii
Cerianthus stimpsonii is een Cerianthariasoort uit de familie van de Cerianthidae. De wetenschappelijke naam van de soort is voor het eerst geldig gepubliceerd door .